# 서성민 (프로게이머)
서성민(1994년 5월 4일 ~ )은 대한민국의 스타크래프트 II 프로게이머이다. 종족은 프로토스이며, 아이디는 Super이다. 이전에는 Vampire라는 아이디를 사용하기도 했다.

## 개요
2010년 MVP에 입단하여 프로게이머 활동을 시작했다.
2014년 7월 31일 MVP와의 결별을 공식 발표했다.
2014년 10월 12일 Invasion eSport에 입단했다.
2015년 4월 10일부로 Invasion eSport와 결별하였다.
2015년 4월 29일 KT 롤스터 입단을 공식 발표했다.
2015년 12월 1일 정지훈과의 트레이드를 통해 스베누로 이적했다.
2016년 1월 23일 아프리카TV의 스베누 스타크래프트 II 게임단 인수로 인하여 아프리카 프릭스 소속이 되었다.

## 주요 기록
- 핫식스 2012 글로벌 스타크래프트 II 리그 시즌 2 Code A 48강
- 무슈제이 2012 글로벌 스타크래프트 II 리그 시즌 3 Code A 32강
- 핫식스 2012 글로벌 스타크래프트 II 리그 시즌 4 Code A 12강
- 핫식스 2012 글로벌 스타크래프트 II 리그 시즌 5 Code S 32강
- 핫식스 2013 글로벌 스타크래프트 II 리그 시즌 1 Code A 48강
- 2013 WCS Korea Season 1 챌린저리그 32강
- 2013 WCS 코리아 시즌 2 챌린저리그 32강
- 2013 WCS 코리아 시즌 3 조군샵 글로벌 스타크래프트 II 리그 16강
- 2013 WCS 코리아 시즌 3 챌린저리그 24강
- 2014 WCS 코리아 시즌 1 핫식스 글로벌 스타크래프트 II 리그 코드 A 48강
- 2014 WCS 코리아 시즌 2 핫식스 글로벌 스타크래프트 II 리그 코드 A 48강
- 2014 WCS 코리아 시즌 3 핫식스 글로벌 스타크래프트 II 리그 코드 A 48강
- 2014 KeSPA컵 8강
- WECG 2014 한국대표선발전 스타크래프트 ll 부문 8강
- IEM Season IX - San Jose 16강
- 2015 글로벌 스타크래프트 II 리그 시즌 1 코드 S 32강
- 네이버 스타크래프트 II 스타리그 2015 시즌 1 8강
- 스타크래프트 II 스타리그 2015 시즌 2 챌린지 24강
- 2015 스베누 글로벌 스타크래프트 II 리그 시즌 2 코드 A 48강
- 2015 핫식스 글로벌 스타크래프트 II 리그 시즌 3 코드 A 48강
- 2016 핫식스 글로벌 스타크래프트 II 리그 시즌 1 코드 S 32강
- 2016 핫식스 글로벌 스타크래프트 II 리그 시즌 2 코드 S 32강
- 스타크래프트 II 스타리그 2016 시즌 2 16강
- 2017 핫식스 글로벌 스타크래프트 II 리그 시즌 2 코드 S 32강
- 2019 마운틴듀 글로벌 스타크래프트 II 리그 시즌 3 코드 S 32강